# Lógica algébrica abstrata
Na lógica matemática, a lógica algébrica abstrata é o estudo da algebrização dos sistemas dedutivos decorrente de uma abstração da já conhecida álgebra de Lindenbaum-Tarski, e como as álgebras resultantes estão relacionadas com os sistemas lógicos.

## História
A associação arquetípica deste tipo, fundamental para as origens históricas da lógica algébrica e situado no coração de todas as subsequentes teorias desenvolvidas, é a associação entre as classes da álgebra booleana e o cálculo proposicional clássico. Essa associação foi descoberta por George Boole por volta de 1850, e refinada por outros, especialmente Ernst Schröder por volta de 1890. O trabalho culminou na Álgebra de Lindenbaum-Tarski, pensada por Alfred Tarski e seu aluno Adolf Lindenbaum na década de 1930. Mais tarde, Tarski e seus alunos americanos (que incluía Don Pigozzi) descobriram a álgebra cilíndrica, que algebrificou toda a lógica de primeira ordem clássica, e reviveu a álgebra de relação, cujos modelos incluem todas as teorias dos conjuntos axiomáticos já conhecidas.
A lógica algébrica clássica, que compreende todo o trabalho na lógica algébrica até 1960, estudadas as propriedades de classes específicas de álgebras que costumavam "algebrizar" sistemas lógicos específicos para as investigações lógicas específicas. Geralmente, a álgebra associada com um sistema lógico foi considerado um tipo de reticulado, possivelmente enriquecida com uma ou mais operações unárias diferentes da estrutura de complementação.
Lógica Algébrica Abstrata é uma subárea moderna da lógica algébrica que emergiu na Polônia durante as décadas de 1950 e 1960 com o trabalho de Helena Rasiowa, Roman Sikorski, Jerzy Łoś e Roman Susko (para nomear alguns). Atingiu a maturidade na década de 1980 com as publicações seminais do lógico polonês  Janusz Czelakowski, do lógico Holandês Wim Blok e do americano Don Pigozzi. O foco da lógica algébrica abstrata se transferiu do estudo das classes específicas das álgebras associadas com sistemas lógicos específicos(o foco da lógica algébrica clássica) para o estudo de:
1. Classes das álgebras associadas com as classes dos sistemas lógicos cujos todos os membros satisfazem certas propriedades da lógica abstrata.
2. O processo pelo qual uma classe da álgebra torna-se a "contraparte algébrica" de um dado sistema lógico.
3. A relação entre propriedades metalógicas satisfeitas por uma classe de sistemas lógicos, e as propriedades algébricas correspondentes satisfeitas pelas suas contrapartes algébricas.

A passagem da lógica algébrica clássica para a lógica algébrica abstrata pode ser comparada com a passagem da "moderna" ou álgebra abstrata (i.e., o estudo de grupos, anéis, módulos, corpo, etc.) para a álgebra universal (o estudo das classes das álgebras de tipos similaridades arbitrários (assinaturas algébricas) que satisfazem propriedades abstratas específicas.
As duas principais motivações para o desenvolvimento da lógica algébrica abstrata estão intimamente ligadas a (1) e (3) acima, um passo crítico na transição foi iniciado pelo trabalho de Rasiowa. O objetivo dela era abstrair resultados e métodos conhecidos que valerão no cálculo proposicional clássico e álgebra booleana e alguns outros sistemas lógicos intimamente relacionados, de uma certa maneira que estes resultados e métodos poderiam ser aplicados numa muito mais ampla variedades de lógicas proposicionais.
(3) deve muito ao trabalho conjunto de Blok e Pigozzi explorando as diferentes formas que o bem conhecido teorema da dedução do cálculo proposicional clássico e da lógica de primeira ordem assumem em uma ampla variedades de sistemas lógicos. Eles relacionam essas várias formas do teorema da dedução para as propriedades das contrapartes algébricas destes sistemas lógicos.
A lógica algébrica abstrata se tornou um bem estabelecido subcampo da lógica abstrata, com vários profundos e interessantes resultados. Esses resultados explicam várias propriedades das diferentes classes dos sistemas lógicos anteriormente explicados apenas de caso a caso ou envolto em mistérios. Talvez a mais importante conquista da lógica abstrata tem sido a classificação da lógica proposicional em uma hierarquia, chamada de hierarquia algébrica abstrata ou hierarquia de Leibniz, cujos diferentes níves, a grosso modo, refletem a força dos laços entre a lógica em um nível particular e sua classe associada de álgebras. A posição de uma lógica nesta hierarquia determina a extensão em que esta lógica pode ser estudada usando métodos e técnicas algébricas conhecidas. Uma vez que a lógica é atribuída a um nível desta hierarquia, pode-se recorrer ao poderoso arsenal de resultados, acumulados nos últimos 30 e poucos anos, que rege as álgebras situadas no mesmo nível da hierarquia.
A terminologia acima pode ser enganosa. "Lógica Algébrica Abstrata" é muitas vezes usado para indicar a abordagem da Escola húngara incluindo Hajnal Andréka, István Németi e outros. O que é chamado de "lógica algébrica abstrata" no parágrafo acima deveria ser chamado "lógica abstrata". Algebrização de sistemas de Gentzen por Ramon Jansana, J. Font e outros é uma melhoria significativa sobre a "lógica algébrica".

## Exemplos
| Sistema lógico                     | Contraparte Algébrica                   |
| ---------------------------------- | --------------------------------------- |
| lógica proposicional               | álgebra booleana                        |
| lógica proposicional intuicionista | Álgebra de Heyting                      |
| lógica modal proposicional         | álgebra cilíndrica; álgebra polyadica   |
| Teoria dos conjuntos               | lógica combinatória; álgebra de relação |